# Cecilia McDowall
Pour les articles homonymes, voir McDowall.
Cecilia McDowall, née en 1951 à Londres, est une compositrice britannique.

## Œuvres
- Now may we singen

## Discographie
- Laudate  (2009) CCCC, George Vass, Dutton Epoch CDLX 7230
- Spotless Rose  (2008) Phoenix Chorale, Charles Bruffy, Chandos CHSA 5066
- Stabat Mater  (2007) CCCC, Joyful Company of Singers, CDLX 7197
- Proclamation  International Celebrity Trumpet Ensemble, Brass Classics
- Seraphim  (2005) Orchestra Nova, George Vass, Dutton Epoch CDLX 7159
- Ave maris stella   (2004) CCCC, George Vass, Dutton Epoch CDLX 7146